# Дель Рио Анхелис, Сальвадор Габриель
Сальвадор Габриель Дель Рио Анхелис (исп. Salvador Gabriel Del Río Angelis; 2 октября 1976) — испанский шахматист, гроссмейстер (2002).
В составе сборной Испании участник 36-й Олимпиады (2004 — за 3-ю сборную) и 2-х командных чемпионатов Европы (2001 — за 2-ю сборную, 2005).